# Durango (Hiszpania)
Durangoⓘ – gmina w Hiszpanii, w prowincji Biskaja, w Kraju Basków, o powierzchni 10,91 km². W 2011 roku gmina liczyła 28 618 mieszkańców.